# Копилов Олександр Геннадійович
Копилов Олександр Генадійович (нар. 29 листопада 1956, Львів) — український живописець, графік. Член НСХУ.

## З життєпису
У 1978 році вступив до Українського поліграфічного інституту імені Івана Федорова, на спеціальність «графіка», який закінчив у 1984 році. Живе і працює у Львові. Займався викладацькою діяльністю.
Як живописець, Олександр Копилов використовує відкриті кольори, вибудовує складні художні композиції на контрасті світла і кольору. Належить до львівської школи графіки, використовує філігранну техніку акватинти ,офорту,лінориту,літографії. Працює в галузі інтер'єрного живопису.

## Основні виставки
- IX Республіканська виставка «Естамп 86» (Київ).
- Республіканська виставка «Живописна Україна 87» (Запоріжжя).
- Міжнародна виставка «На трасі дружби»(Львів)
- Зональна молодіжна виставка (1982 р., Івано-Франківськ)
- Зональна молодіжна виставка до XII Всесвітнього фестивалю молоді в Москві.
- Республіканська художня виставка «50 років CX СРСР» (Київ, 1988 р.)
- «Осінній салон» (Львів, 2013 р.)
- Всеукраїнська художня виставка «РІЗДВО 2017р» (Київ 2017р)
- Міжнародне бієнале акварелі «МОРЕ АКВАРЕЛІ» (Одеса 2018р)
- Всеукраїнська художня виставка «ФОЛЬКМОДЕРН 2018» Чернівці 2018р
- Всеукраїнська художня виставка тріенале «НЮ-АРТ» Кременчук 2018р

## Найвідоміші роботи
- Серія"Земля, Час, Карпати" (1984, офорт, акватинта)
- «Танець з бардами» (1989, монотипія)
- «Вечірні вогні» (1985, серія графічних аркушів)
- «Карпати, Зима 83» (1983, серія графічних аркушів)
- «Стара вежа» (1986, офорт)
- «Катерина» (1984, офорт)
- «Зима» (2013, темпера)
- «Зима. Старий Ринок» (2013, живопис)
- «Хмара. Карпати» (2014, живопис)
- «Одеситка» (2012, живопис)

| українська персоналія | Це незавершена стаття про особу, що має стосунок до України. Ви можете допомогти проєкту, виправивши або дописавши її. |